# 콜롬보 국립박물관

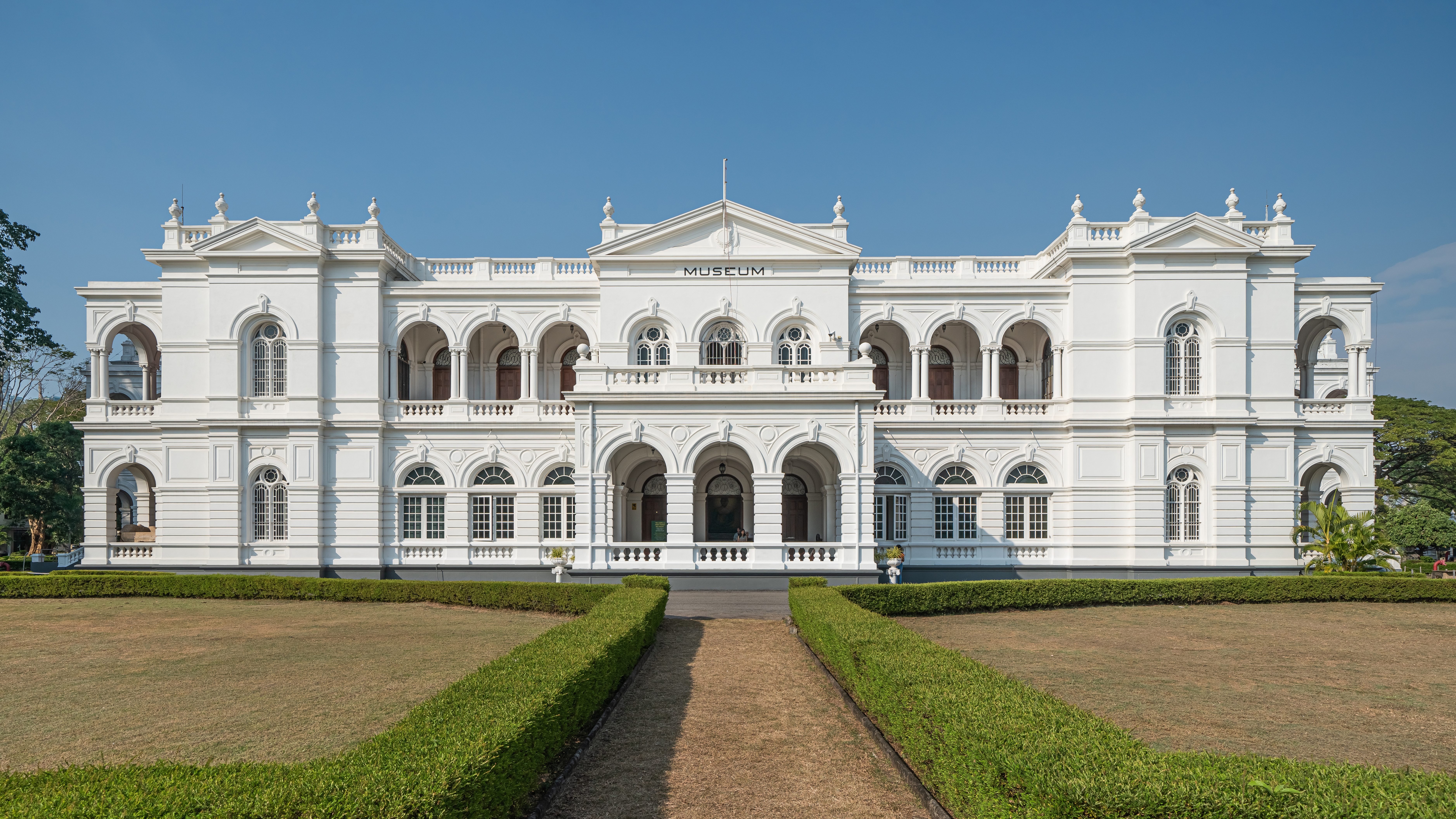

콜롬보 국립박물관(National Museum of Colombo)은 콜롬보의 박물관 두 곳 가운데 하나로서, "스리랑카 국립박물관"으로도 부른다.
1877년에 영국의 실론 총독 윌리엄 그레고리 경(Sir William Gregory)에 의해 세워진 스리랑카 최초, 최대의 박물관으로 앞 정원에 서 있는 동상이 바로 윌리엄 그레고리 경이다. 눈이 부실 정도로 하얀 건물 안에는 고대로부터 근대에 이르는 유물 외에 민속관련자료·광물·곤충·표본 등이 빽빽하게 전시되어 있다. 그 외에 유사 이전 왜다족이 사용했던 토기, 석기와 고대의 생활용구, 불상, 불전 등 그 나라가 걸어왔던 역사적인 문화재가 전시되어 있다. 그 중에서도 아누라다프라 불교유적에서 옮겨진 불상, 조각, 칸디왕조의 옥좌와 무수한 야자나무 껍질로 된 사본 등은 주목할 만한 가치가 있다.